# Beinn Mhanach
Der Beinn Mhanach ist ein 953 m (3.127 ft) hoher Berg in Schottland. Sein gälischer Name bedeutet Berg des Mönchs. Der als Munro eingestufte Berg liegt in Perthshire am Nordufer von Loch Lyon, etwa acht Kilometer östlich der kleinen Ortschaft Bridge of Orchy. 

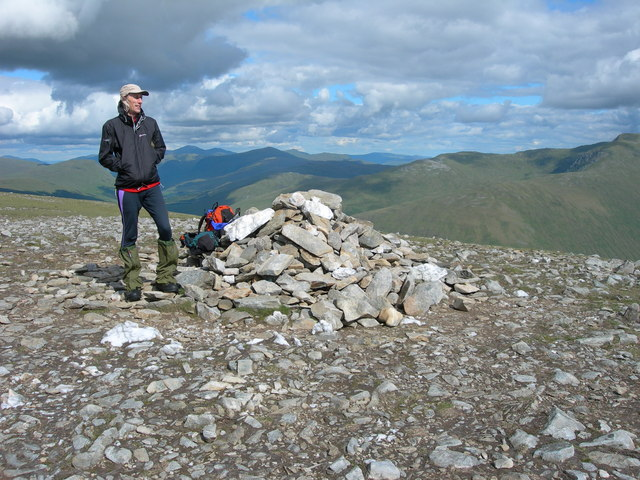
Der Gipfelcairn des Beinn Mhanach

Im Vergleich mit seinen westlichen und nördlichen Nachbarn wie dem Beinn Dorain oder dem Beinn Achaladair ist der Beinn Mhanach ein vergleichsweise wenig auffälliger Berg, dessen breites rundes Gipfelplateau lediglich nach Norden mit felsigen Partien etwas steiler abfällt. Nach Süden verläuft der Berg über Heide und Moorland mit moderater Neigung bis zum Ufer von Loch Lyon. Der Beinn Mhanach besitzt mit dem westlich vorgelagerten, 923 Meter hohen Beinn a’ Chuirn einen Nebengipfel, der aufgrund fehlender Eigenständigkeit lediglich als Top eingestuft ist. Aufgrund der aus allen Richtungen erforderlichen langen Zustiegswege und seiner wenig spektakulären Gestalt zählt der Beinn Mhanach zu den nur selten bestiegenen Munros. Aufgrund der umliegenden höheren Berge besitzt er zudem keine besonderen Aussichten vom Gipfel.
Zustiege bestehen zum Bheinn Mhanach aus allen Richtungen, erfordern aber lange Anmarschwege. Der bei Munro-Baggern beliebteste Zustieg verläuft von der A82 auf halber Strecke zwischen Bridge of Orchy und Tyndrum nach Osten durch das Glen Auch und von Süden auf den Gipfel. Eine weitere Möglichkeit führt von Achaladair Farm durch das nordwestlich zwischen Beinn Achaladair und Beinn an Dòthaidh gelegene Corrie Achaladair und über einen rund 640 Meter hohen Bealach zwischen Beinn Achaladair und Beinn a’ Chuirn zum Hauptgipfel. Beide Zustiege sind etwa 10 Kilometer lang, die Zustiege von Osten aus dem Glen Lyon entlang von Loch Lyon sind deutlich länger. 